# Subcomandante Elisa
La Subcomandante Elisa (nacida María Gloria Benavides Guevara ) (Monterrey, enero de 1955) es una activista mexicana de Nuevo León. En la década de los ochenta y principios de los noventa se desempeñó como subcomandanta en el Ejército Zapatista de Liberación Nacional. Fue arrestada en febrero de 1995 en relación con el levantamiento zapatista de 1994. En 1996, el gobierno mexicano reconoció que se trataba de un arresto injusto y la absolvió de todos los cargos. Hoy es profesora de la Universidad Autónoma de Movimientos Sociales (parte de la Red Mexicana de Solidaridad).

## Inicios radicales y el FLN (década de 1970)
Benavides estudió en la Facultad de Medicina de 1971 a 1972, donde estuvo expuesta a ideas izquierdistas que convergen de múltiples corrientes radicales, particularmente Juventud Comunista de México, Liga Leninista Espartaco y Obra Cultural Universitaria. Según Héctor Escamilla Lira, un destacado guerrillero de la Liga Comunista 23 de Septiembre, una de las razones por las que los movimientos de izquierda prosperaron durante este tiempo fue la falta de represión a fines de la década de 1960 y principios de la de 1970. Señala que “la furia anticomunista estalló más tarde, con la llegada del gobernador de Nuevo León Alfonso Martínez Domínguez”.
Este período de libertad política permitió al adolescente Benavides alcanzar la mayoría de edad como un líder radical en ciernes. A partir de este momento, se involucró profundamente en los movimientos revolucionarios de México, uno de los cuales finalmente ganaría: el zapatista.
La década de 1970 vio a Benavides unirse al Fuerzas de Liberación Nacional (FLN), el grupo radical más importante en México desde su fundación en 1969. El FLN es ampliamente considerado como un precursor del Ejército Zapatista de Liberación Nacional. Ambos grupos tenían una ideología de izquierda radical y un deseo de combatir activamente la explotación de los indígenas mexicanos.
Benavides fue arrestada por primera vez en 1974 durante una redada en una casa, durante la cual también perdió a su esposo. Después de su liberación, se reincorporó al movimiento.

## Participación zapatista (1983-1996)
A principios de la década de 1980, Benavides asumió un papel de liderazgo más significativo en el movimiento. Estuvo entre los miembros no indígenas del FLN que fundaron el EZLN el 17 de noviembre de 1983. El líder del FLN, César Germán Yáñez Muñoz, reunió a seis revolucionarios (tres indígenas, tres no indígenas) en un campamento llamado La Garrapata para establecer una iniciativa más basada en la acción.

En entrevista con Radio UNAM  en 1994, Benavides comentó sus razones para unirse y permanecer en el ejército zapatista: 
Entré allí porque vi la situación que vivía la gente. Entonces pensé en cómo solucionar este problema, porque no sabía si había compañeros en la montaña. Pero cuando me dijeron que hay un grupo de compañeros que están luchando por el pueblo, entonces un día los compañeros insurgentes bajaron al pueblo, ahí me explicaron qué querían, por qué luchaban.
Gran parte del activismo de Benavides después de 1983 involucró trabajar como traductor para grupos indígenas en los pequeños pueblos de Chiapas, particularmente en la Selva Lacandona. En este momento, el EZLN estaba dedicando recursos considerables a su labor social en Chiapas, incluidos programas de salud y educación que de otro modo no estarían disponibles para la población indígena marginada. Todas las decisiones se tomaron en conjunto con los consejos indígenas de las regiones individuales. Esta práctica estaba en consonancia con el objetivo más amplio del EZLN: producir, a través de una especie de vigilantismo pacífico, las condiciones necesarias para la reproducción continua de la identidad y la soberanía en la sociedad civil. El movimiento en sí fue fuertemente influenciado por el marxista italiano el filósofo Antonio Gramsci, quien enfatizó la necesidad de formar una "voluntad colectiva", o "la consecución de una unidad cultural-social a través de la cual una multiplicidad de voluntades dispersas, con fines heterogéneos, se unen con un solo fin, sobre la base de una concepción igual y común del mundo, tanto general como particular". Este es el primer paso para construir un bloque histórico alternativo al planteado por la clase dominante, que él cree es la clave para invertir la hegemonía y comenzar a desmantelar un estado opresivo.
Posteriormente, el EZLN desarrolló ambiciones mayores que los servicios sociales que venía brindando.  La instrucción en primeros auxilios y comunicaciones por radio preparó a los residentes para movilizarse, y el comandante del Ejército Sandinista Lenin Serna enseñó entrenamiento militar especial a los líderes del EZLN. Benavides estaba entre ellos.

### Creencias feministas
Benavides era un firme creyente en la igualdad de género. Ella veía al movimiento zapatista como singularmente progresista en las relaciones de género, con hombres y mujeres colaborando en todos los niveles. Esto contrastaba con las normas sociales dominantes en México en ese momento. Benavides expresó su frustración por el sexismo sistemático que estaba presente en todas partes menos dentro de los límites del campo zapatista: 
En el ejército zapatista, hombres y mujeres se llevan bien. Hay democracia, hay justicia, hay de todo. . . [Nosotras] vivimos con hombres y hacemos el mismo trabajo... Eso es lo que estamos buscando ahora mismo. Porque como mujer campesina el gobierno no nos reconoce. La mujer siempre está deprimida y el hombre siempre es el jefe, pero ahora mismo vemos que lo que dice el gobierno no es cierto. Las mujeres también pueden hacer los trabajos, también pueden hacerse cargo, también pueden liderar lo mismo que los hombres, por eso estamos luchando para que las mujeres también tengan esa oportunidad de hacer esos trabajos
Este sentimiento está en consonancia con una corriente más amplia en los movimientos de justicia social latinoamericanos. Como escribe Gavin O'Toole en su libro sobre política latinoamericana, “El protagonismo de la mujer en los asuntos del EZLN ha llevado a algunos a sugerir que si bien no es un movimiento feminista, es un movimiento femenino. Otras mujeres han argumentado que existe una forma distinta de 'feminismo indígena' en lugares como el sur de México, donde las mujeres luchan por inspirarse y navegar por las ideologías feministas mientras intentan preservar y recuperar las tradiciones indígenas".
Las mujeres del movimiento zapatista son conocidas por su compromiso con la acción feminista además de su lucha contra la lucha de clases y la explotación indígena. Encabezaron la campaña para que el EZLN adopte una Ley Revolucionaria de Mujeres, una proclamación inequívoca de igualdad de género para el movimiento en el futuro. Se desconoce si Benavides contribuyó directamente al desarrollo y publicación de esta declaración, pero dada su posición en la dirección revolucionaria y sus declaraciones públicas, hay pocas dudas de que habría apoyado la ley.

## Arresto, liberación y absolución (1995-1996)
A principios de la década de 1990, Benavides se mudó a la Ciudad de México con su esposo Javier Elorriaga Berdegue, a quien conoció a través del movimiento zapatista. Se convirtió en profesora en la Universidad Autónoma de Movimientos Sociales y continuó su labor activista a través de sus canales allí. Sin embargo, existe cierta controversia sobre si ella todavía era miembro del ejército zapatista en ese momento. Algunas fuentes dicen que renunció al movimiento antes de 1988 y su familia cuestionó su capacidad para liderar un movimiento guerrillero mientras estaba embarazada y como madre primeriza, pero en la entrevista de 1994 de Radio UNAM se describe a sí misma como una soldado zapatista.   Finalmente, en una entrevista con El País en 1995, manifestó que si bien ya no formaba parte de la guerrilla, quería “participar en la consulta, nacional e internacionalmente, que los líderes zapatistas elaboran sobre su futuro”.  Esta ha sido su postura pública desde entonces.
El 8 de febrero de 1995, la policía mexicana allanó la casa de Benavides en la Ciudad de México y la arrestó a ella y a Elorriaga. La Fiscalía General de la República dictó orden de prisión formal acusándola de terrorismo, asociación delictiva, rebelión y posesión de armas prohibidas. Se concedió un amparo en relación con las denuncias de terrorismo y asociación delictiva luego de que el abogado de Benavides argumentó que la orden de prisión "[no] se ajustaba a lo dispuesto en el artículo 19 de la Constitución", - no había pruebas suficientes para demostrar la participación de Benavides en ese levantamiento específico. Durante el proceso, afirmó que su confesión inicial de culpabilidad fue inducida por tortura psicológica. Esto fue clave para la victoria de amparo de la defensa, pero complica aún más la discusión sobre su membresía, debido al abundante material fuente que sugiere que actuó por su propia voluntad.
Los cargos de rebelión y posesión ilegal de armas se mantuvieron, pero se consideraron lo suficientemente menores como para que Benavides pudiera ser liberada bajo fianza. Posteriormente, se descubrió que el incidente del vecindario que provocó la investigación de la casa de Benavides había sido fabricado, y los documentos insurrectos que el fiscal general afirmó que poseía se revelaron como literatura política común propiedad de gran parte de la población.
Fue absuelta de todos los cargos el 1 de noviembre de 1996. En general, se consideró que su arresto y sus secuelas tenían motivaciones políticas, especialmente porque ella era solo una de las diecisiete personas arrestadas en esa época junto con el levantamiento de 1994.

## Vida personal adulta (posterior a 1990)
Benavides reside en la Ciudad de México. Si bien ya no es un miembro oficial del Ejército Zapatista, sigue siendo una defensora de la igualdad de derechos y disposiciones para los grupos indígenas en Chiapas. Continúa su activismo como profesora en la Universidad Autónoma de Movimientos Sociales.